# هلوتیکا
هلوتیکا (انگلیسی: Helvetia) شرکت بیمه سوئیسی است، که در سال ۱۸۵۸ تأسیس شد.